# Сухиндол
Сухиндол (буг. Сухиндол) град је у Републици Бугарској, у северном делу земље, седиште истоимене општине Сухиндол у оквиру Великотрновске области.

## Географија
Положај: Сухиндол се налази у северном делу Бугарске. Од престонице Софије град је удаљен 190 km североисточно, а од средишта области, Великог Трнова, град је удаљен 50 km западно.
Рељеф: Област Сухиндола се налази у југоисточном ободу Влашке низије. Град се сместио у бреговитом подручју, на приближно 190 m надморске висине. Крај око град се назива Големом Реком.
Клима: Клима у Сухиндолу је континентална.
Воде: Поред Сухиндола протиче река Росица. Пар километара изнад града на реци је образовано велико вештачко језеро.

## Историја
Област Сухиндола је првобитно било насељено Трачанима, а после њих овом облашћу владају стари Рим и Византија. Јужни Словени ово подручје насељавају у 7. веку. Од 9. века до 1373. године област је била у саставу средњовековне Бугарске.
Крајем 14. века област Сухиндола је пала под власт Османлија, који владају облашћу 5 векова.
Године 1878. град је постао део савремене бугарске државе. Насеље постоје убрзо средиште окупљања за села у околини, са више јавних установа и трговиштем.

## Становништво
По проценама из 2010. године Сухиндол је имао око 2.100 становника. Огромна већина градског становништва су етнички Бугари. Остатак су махом Роми. Последњих деценија град губи становништво због удаљености од главних токова развоја у земљи.
Претежан вероисповест месног становништва је православна.